# Bryomnium solitarium
Bryomnium solitarium là một loài rêu trong họ Splachnaceae. Loài này được Cardot mô tả khoa học đầu tiên năm 1909.